# Criador

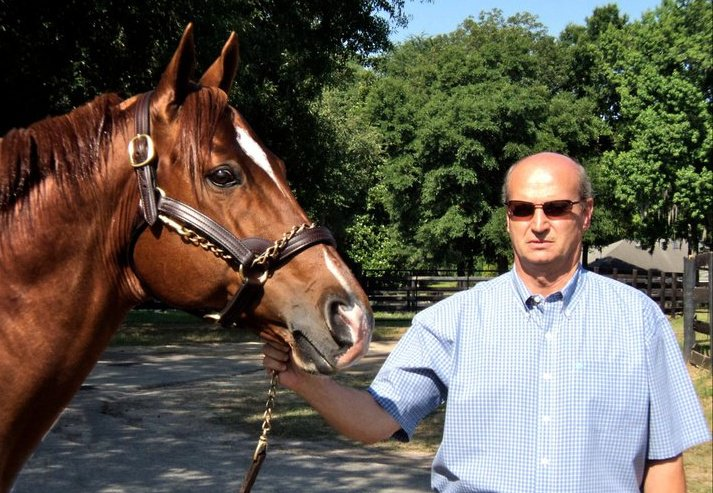
Criador de caballos de Ocala, Florida

Un criador es una persona que tiene por profesión la cría de animales. 
Los criadores se dedican a proporcionar los cuidados necesarios para que perros, gatos, caballos, conejos y otros animales crezcan de manera adecuada y de los que se pueda obtener un rendimiento económico. La cría de animales se esmera por lo general con el fin de poner en venta los individuos cuando han alcanzado una determinada edad y obtener a cambio un beneficio económico. En otras ocasiones, la cría tiene por objeto explotar económicamente a los animales por medio del aprovechamiento de alguna de sus materias como pueden ser la piel en el caso de las ovejas, la leche en el caso de las vacas o cabras, etc. 
El criador se ocupa de alimentar convenientemente y procurar bebida a los animales de forma diaria. Realiza labores de limpieza de sus jaulas o habitáculos en donde se recogen los animales. Examina su salud de forma periódica y proporciona cuidados y medicamentos o, en casos de enfermedad grave, avisa al veterinario. Registra periódicamente las principales medidas físicas del animal como peso, estatura, longitud, etc. vigilando de este modo su evolución. Fabrica o repara las verjas o jaulas que protegen a las piezas y regula la temperatura y la ventilación del edificio en que están recogidas. 
En casos específicos, el criador ejerce funciones de adiestramiento de los animales como perros o caballos para enseñarles comportamientos específicos.